# Sayaka Kamiya
Sayaka Kamiya (Kanagawa, 20 aprile 1982) è un'attrice e modella giapponese.

## Biografia
Nata nella prefettura di Kanagawa, Sayaka Kamiya dimostra fin da piccola precocità nella recitazione, e capisce che il suo futuro è destinato al perseguimento di questo impegno. Partecipa fin dalla fine degli anni 90 a varie serie tv di successo, senza però essere notata in modo particolare. Interpreta Sena nel telefilm Tennen shôjo Man next: Yokohama hyaku-ya hen, acquistando moltissima popolarità e tanti fan. Aspettando nuove occasioni recitative, si mantiene con successo come modella.
Dopo un anno è stata scelta per Battle Royale, l'omonimo film di Kinji Fukasaku. Nel film interpreta l'occhialuta Satomi Noda, ragazza nevrotica e sensibile, che scatenerà un massacro. Recita al fianco di attrici quali Eri Ishikawa, Satomi Ishii, Satomi Hanamura, Asami Kanai e Hitomi Hyuga.

## Moda
Kamiya è principalmente conosciuta per la sua vasta e colorita carriera nella moda.
Ha vestito abiti di Liu-Jo, Armani e Calvin Klein, nonché Benetton e Rams per le riviste dei giovani e manifesti pubblicitari.

## Filmografia parziale
- Tokumei kakarichô tadano hitoshi (1 episodio, 2007) - Episodio numero 3.9 (2007) episodio TV
- Battle Royale (Batoru Rowaiaru) (2000) ... Satomi Noda (onna 17-ban) ... aka Battle Royale
- Tennen shôjo Man next: Yokohama hyaku-ya hen (1999) (TV) .... Sena
- Linda Linda Linda (1999) (cinema) ( ... aka Man, Next Natural Girl: 100 Nights in Yokohama (literal English title), aka N-Girls Vs Vampire (USA: informal English title)

## Curiosità
- È alta 5' 1½" (1.56 m)
- Ha una partecipazione non accreditata in Linda Linda Linda, con Aki Maeda e Takayo Mimura